# Переход Наполеона через Альпы
«Переход Наполео́на через Альпы» (фр. Bonaparte franchissant les Alpes) — картина французского художника Поля Делароша, нарисованная в 1848—1850 годах и изображающая Наполеона Бонапарта, сидящего на муле[I] и ведущего армию через Альпы. Этот знаменитый переход был совершен Наполеоном весной 1800 года, во время Войны второй коалиции в попытке застать врасплох Австрийскую армию в Италии.
Две основные версии картины находятся в Лувре, Париж и Галерее Уолкера, Ливерпуль. Также существует уменьшенная версия, созданная для английской королевы Виктории и хранящаяся в Сент-Джеймсском дворце, Лондон.
Работа была вдохновлена известной серией картин Жака-Луи Давида «Бонапарт на перевале Сен-Бернар», 1801—1805. Картины Давида также показывают Наполеона на перевале Сен-Бернар, но стилистика картин отлична: Наполеон Делароша замёрзший и унывший, в то время как Наполеон Давида одет с иголочки и сидит верхом как герой; картина Делароша выполнена в стиле реализма, появлявшемся в это время.
Хотя картина являлась типичным образцом и одной из пионерских работ этого стиля, она была значительно раскритикована по разным причинам — от некорректного изображения Деларошем сцены до неприятия самого Делароша. Многие критики Делароша считали, что он пытался сравняться с гением Наполеона и совершенно не преуспел в этом.

## Создание

### Заказ картины
По версии галереи Уолкера, ливерпульская версия была заказана Артуром Джорджем, 3-м графом Онслоу, после того как они вместе с Деларошем посетили Лувр и осмотрели картину Давида. К этому времени её как раз вернули в экспозицию из-за повышения интереса к Наполеону — прошло почти 40 лет после его изгнания[IV]. Посчитав, что изображение излишне театрально, Артур Джордж, известный собиратель предметов, связанных с Наполеоном, заказал Деларошу более реалистичную версию.

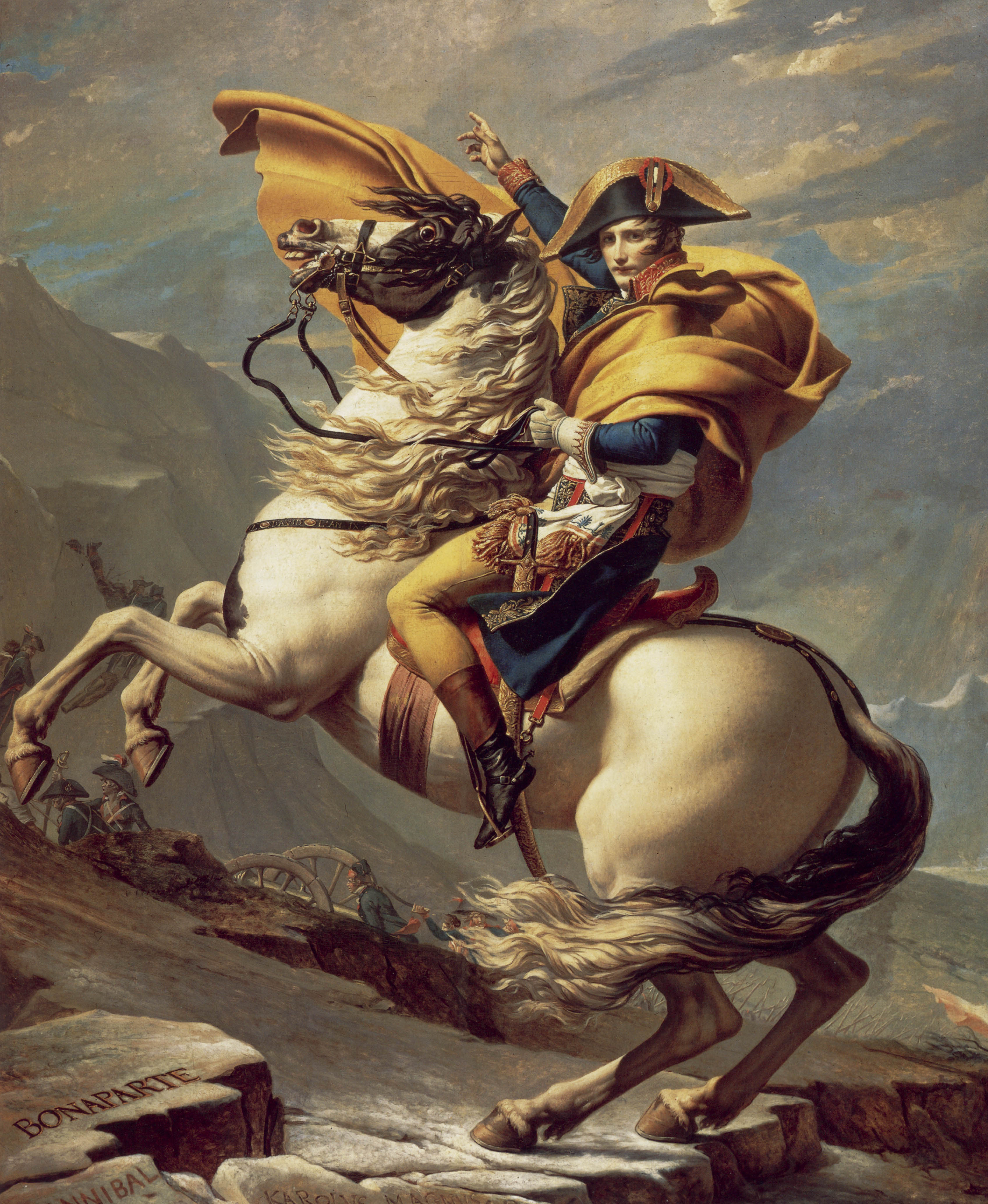
Версия Жака-Луи Давида значительно отличается от Наполеона, переходящего через Альпы, в представлении Делароша.

Элизабет Фукарт-Уолкер (англ. Elizabeth Foucart-Walker) утверждает, что версия из Лувра была создана первой, поскольку она уже была в США к 1850 году, когда версия из Ливерпуля была написана. Стефан Ванн (англ. Stephen Bann) предполагает, что встреча с Артуром Джорджем имела место, но Деларош решил написать две почти идентичные версии и послать одну в США.

### Сравнение с картиной Давида
Контраст с картиной Давида, заказанной королём Испании Карлом IV[V] и изображающей ту же сцену, совершенно очевиден. Во-первых, бросается в глаза разница в одежде: у Давида Наполеон одет в идеально чистую, разноцветную униформу с развевающимся капюшоном, а у Делароша — в обычном, сером плаще, предназначенном, чтобы согреться, а не показать себя как галантного и могущественного лидера. Во-вторых, выражение лица совершенно различно: Наполеон Делароша не пылающ и уверен в себе и французской армии, а устал, печален и страдает от холода.
Наконец, последнее важное отличие — это животное, на котором едет Наполеон. На картине Давида это большой, могучий жеребец с длинной гривой — и это заведомо является плодом воображения художника, поскольку наверняка известно, что Наполеон перевалил через Альпы на муле, а не на лошади. Основываясь на этой неточности, Поль критиковал работу Давида и называл своё произведение более точным и реалистичным.

## Критика
Несмотря на попытку реалистично изобразить Наполеона, работа подверглась критике по разным причинам. Некоторые не одобряли выбор темы, в то время как другие не одобряли самого Делароша, говоря, что он искал славы Наполеона.

## Заметки
- I ↑  Бонапарт выбрал для перехода через Альпы мула (взятого в монастыре в Мартиньи)[14] вместо верховой лошади, типичной для джентльмена того времени, потому что мулы считались более устойчивыми на скользких склонах и узких перевалах Альп и более выносливыми на неровной поверхности.[15][16]

- IV↑ Картина была возвращена в экспозицию из-за повышения интереса к Наполеону. До этого, с 1815 года, изображение Наполеона в искусстве было запрещено в связи с его изгнанием, и такое состояние сохранялось вплоть до 1830-х годов. Таким образом, визит Делароша совпал с возвращением картины в экспозицию.[7]

- V↑ Карл IV заказал картину Давиду как дружеский жест по отношению к Наполеону. Он надеялся, что это улучшит отношения между странами и предотвратит вторжение Франции в Испанию. В долгосрочной перспективе попытка провалилась и, через несколько после коронации императором, Наполеон вторгся на Пиренейский полуостров.